# Jindřich Smiřický ze Smiřic (1535–1569)
Jindřich Smiřický ze Smiřic (1535–1569) byl český šlechtic a zakladatel hruboskalské linie Smiřických ze Smiřic, jednoho z nejbohatších českých rodů.

## Původ a život
Narodil se jako syn Zikmunda I. Smiřického (1468/1477–1548) a jeho druhé manželky Kunhuty z Fictumu (asi 1490 – asi 1540). Jeho starší bratr Jaroslav I. (1513–1597) založil kosteleckou linii a Albrecht (1528–1566) náchodskou.
V letech 1551–1552 se zúčastnil prestižní výpravy české šlechty, která tvořila doprovod arcivévody Maxmiliána a jeho manželky Marie z Janova do Vídně. Byl tedy mezi 53 šťastnými pány a rytíři, kteří mohli cestou poznat renesanční architekturu a ideje humanismu. Výpravy se zúčastnili i jeho bratři Jaroslav a Albrecht.
Působil na dvoře arcivévody Ferdinanda Tyrolského, kde zastával úřad číšníka. Později se dokonce uplatnil na dvoře císaře Rudolfa II.

## Smrt a náhrobek
Zemřel v roce 1569 ve věku necelých 35 let. Pochován byl stejně jako jeho otec v kostele sv. Václava v Rovensku pod Troskami. U stěny je pozdně renesanční pískovcový náhrobek s bílou mramorovou deskou uprostřed, na které je Jindřich zpodobněn jako rytíř v brnění a s mečem. U nohou má přilbu. Klečí a modlí se před krucifixem. Po stranách desky jsou sloupy, které nesou tympanon. Na něm jsou dvě pololežící alegorické postavy. Uprostřed tympanonu je reliéf génia, který se levým loktem opírá o lebku. Vedle génia jsou přesýpací hodiny a nápisová páska s latinským textem: Hodie mihi, cras tibi, to znamená Dnes mně, zítra tobě. Mezi tympanonem a mramorovou deskou je kartuše s nápisem: Léta 1569 v neděli v hod slavný vzkříšení Pána Krista umřel urozený pan Jindřich Smiřický ze Smiřic a na Skalách a tuto jeho tělo jest pochováno, jehožto duši Pán Bůh rač milostiv být. Konečně podstavec zdobí postavy géniů, kteří drží ověnčený erb Smiřických. Náhrobek objednal Albrecht z Valdštejna.

## Rodina
Oženil se s Alžbětou z Valdštejna (z Waldsteinu; 1538–1596), dcerou pozdějšího nejvyššího komorníka Českého království Jana z Valdštejna († 1576) a jeho první manželky Marie Elišky, rozené Krajířové z Krajku († 1565). Narodily se jim čtyři děti (3 synové a 1 dcera):
- 1. Zikmund II. (srpen 1557 – 27. 5. 1608, pohřben v Kostelci nad Černými lesy)
  - ∞ (4. 11. 1584 Škvorec) Hedvika Zajícová z Házmburka († 31. 3. 1610)
- 2. Jaroslav Jan (1566 – 27. 5. 1588 zavražděn, pohřben v kostele sv. Mikuláše v Praze na Malé Straně)
- 3. Anna Kateřina († 1610)
  - 1. ∞ Jaroslav z Vartemberka († 1602)
  - 2. ∞ Jáchym Ondřej Šlik (9. 9. 1569 – 21. 6. 1621 Praha – Staré Město, popraven)
- 4. Albrecht Vladislav (1568–1602, pohřben na Hrubé Skále 18. 4. 1602)
  - ∞ (1595) Barbora Popelovna z Lobkowicz (1570 – 16. 8. 1610)

Manželka Alžběta se asi v roce 1580 vdala podruhé za Aleše Berku z Dubé († 1599).

## Majetek
Po smrti otce v roce 1548 zdědil Hrubou Skálu a Hořice.